# Elección presidencial de Alemania Occidental de 1954
En la elección presidencial de 1954 en Alemania Occidental, el presidente federal Theodor Heuss fue reelegido por la Asamblea Federal con el resultado más alto obtenido hasta la fecha por un candidato en una elección presidencial alemana. La coalición que apoyaba a Heuss, compuesta por la CDU/CSU (que contaba con 431 escaños) y el FDP (que contaba con 112 escaños), contaba con una clara mayoría absoluta en la Asamblea Federal. También Heuss fue apoyado por el SPD.
El único candidato de oposición fue Alfred Weber, que el KPD propuso sin su consentimiento, recibiendo 12 votos. Weber más tarde dijo que el KPD no tenía autorización para proponerlo como candidato.
Otros seis candidatos obtuvieron un voto cada uno. Entre ellos se encontraba el entonces criminal de guerra convicto Karl Doenitz, último presidente de la Alemania nazi.
Después de estas elecciones, el 25 de abril de 1959, se aprobó para la siguiente elección la Ley sobre la Elección del Presidente Federal en la Asamblea Federal, la cual restringía las candidaturas no aprobadas, estableciendo que a partir de ese momento se incluiría el consentimiento escrito del candidato antes de oficializar su nominación.
El diputado del KPD Max Reimann causó un escándalo cuando, en violación del artículo 54 de la Ley Fundamental ("El Presidente Federal es sin debate electo por la Asamblea Federal") tomó la palabra y calificó la elección de Heuss como "un desastre para el pueblo alemán".
Las elecciones se llevaron a cabo en Berlín Oeste.

## Composición de la Asamblea Federal[1]
El Presidente es elegido por la Asamblea Federal integrada por todos los miembros del Bundestag y un número igual de delegados en representación de los estados. Estos se dividen proporcionalmente según la población de cada estado, y la delegación de cada estado se divide entre los partidos políticos representados en su parlamento a fin de reflejar las proporciones partidistas en el parlamento.
| Por Partido | Por Partido    | Por Partido | Por Estado                  | Por Estado |
| Partido     | Partido        | Miembros    | Estado                      | Miembros   |
| ----------- | -------------- | ----------- | --------------------------- | ---------- |
|             | CDU/CSU        | 431         | Bundestag                   | 509        |
|             | SPD            | 347         | Baden-Württemberg           | 68         |
|             | FDP            | 112         | Baviera                     | 91         |
|             | DP             | 15          | Berlín                      | 22         |
|             | BP             | 15          | Bremen                      | 6          |
|             | Z              | 12          | Hamburg                     | 17         |
|             | KPD            | 10          | Hesse                       | 44         |
|             | Hamburg-Block* | 9           | Baja Sajonia                | 65         |
|             | SSW            | 1           | Renania del Norte-Westfalia | 141        |
|             | DRP            | 1           | Renania-Palatinado          | 32         |
|             | Independientes | 4           | Schleswig-Holstein          | 23         |
| Total       | Total          | 1018        | Total                       | 1018       |

* Coalición electoral existente en Hamburgo conformada por la CDU, el DP y el FDP.

## Resultados[2]
| Candidato                                                                         | Apoyo político              | Votos | %    |
| --------------------------------------------------------------------------------- | --------------------------- | ----- | ---- |
| Theodor Heuss                                                                     | CDU/CSU, SPD, FDP, DP       | 871   | 85.6 |
| Alfred Weber                                                                      | KPD                         | 12    | 1.3  |
| Otros                                                                             |                             | 6     | 0.6  |
| Votos en blanco                                                                   | Votos en blanco             | 95    | 12.2 |
| Votos inválidos                                                                   | Votos inválidos             | 3     | 0.3  |
| Electores que no sufragaron                                                       | Electores que no sufragaron | 0     | 0    |
| Total                                                                             | Total                       | 1,018 | 100  |
| Con estos resultados, Theodor Heuss fue reelegido Presidente Federal de Alemania. |                             |       |      |